# 新美南吉文学賞
新美南吉文学賞（にいみなんきちぶんがくしょう）は、日本の文学賞。
中部日本新聞相談役西沢勇の提唱により、郷土の作家新美南吉を記念して1968年に創設された。主催は東海文学振興会、世論往来の会共催。
- 選考委員：新美保三、渡辺正男、中日新聞社文化部長、婦人部長
- 対象：新美南吉に関する作品、研究、児童文学に関する作品、研究、詩、短歌、俳句、小説など。公募[1]。 新美南吉児童文学賞とは別のもの。

1981年以降はデータがなく不詳。

## 歴代受賞者
- 第1回（1968）後藤順一「評伝・新美南吉」
- 第2回（1969）大石源三「南吉文学散歩」『日本児童文学』掲載
- 第3回（1970）北村けんじ『ハトと飛んだボク』
- 山内清平『南支那海』（歌集）
- 第4回（1971）牧野不二夫「貝がらの歌　新美南吉物語」（戯曲）
- 平野ますみ『春のかくれんぼ』（童話集）
- 第5回（1972）山本知都子『海がめのくる浜』（少年小説）
- 第6回（1973）都島紫香『名古屋児童文学史の研究』
- 中部日本放送「ランプと貝殻」（テレビドラマ）
- 第7回（1974）宇野正一『私の新美南吉』
- 浜野卓也『新美南吉の世界』新評論
- 第8回（1975）勅使逸雄『現代っ子とお話』
- 若林宏『若林ひろし一幕戯曲集』私家版
- 第9回（1976）原昌『児童文学の笑い』
- 堀幸平「ガララに盗まれた神の笛」（ミュージカルドラマ）
- 第10回（1977）河合弘「君はわが胸のここに生きて　友南吉との対話」（小説）
- 山田洋「伊吹」（句集）
- 第11回（1978）平松哲夫『一番星にいちばん近い丘』（童話集）
- 山崎初枝『植物記』（歌集）
- 第12回（1979）服部勇次『郷土のわらべ歌』全四巻
- 吉田弘『知多のむかし話』
- 第13回（1980）伊藤敬子『写生の鬼・俳人鈴木花衰』
- 赤座憲久『雪と泥沼』
- 第14回（1981）
- 第28回（1995）三宅千代『夕映えの雲』